# قرية البقار (النقب)
قرية البقار هي قرية فلسطينية غير معترف بها  تقع في النقب على بعد 65 كيلومترا إلى الجنوب من مدينة بئر السبع، وهي قرية رعوية.
تتكون البقار تتكون من عائلة واحدة فقط، ويبلغ عدد سكانها نحو 300 نسمة، يعيشون في 50 بيتاً على 2000 دونم تقريبًا.
تقضي دائرة أراضي إسرائيل  بنقل أهالي قرية البقار من قريتهم الى قرية تسمى عبده وهي مجاورة لقريتهم وذلك من أجل إقامة مشاريع على أراضيها.
تهدف "دائرة أراضي إسرائيل" من مثل هذه الاقتراحات هو تجميع أكبر عدد من الفلسطينيين على أقل مساحة ممكنة. تؤثر عملية نقل البدو من أراضيهم  على تربية المواشي والسياحة البدوية لأن المساحات التي سيجري نقلهم إليها صغيرة جدًا.
استنكر أهالي قرية سهل البقار مسلوبة الاعتراف في النقب اقتراحات "دائرة أراضي إسرائيل" التي تقضي بنقل الأهالي من قريتهم إلى قرية عبده المجاورة من أجل إقامة مشاريع عليها. وأكد الأهالي في بيان لهم على رفضهم القاطع لمقترح "دائرة أراضي إسرائيل" ونقلهم من قريتهم وأرضهم في البقار إلى قرية عبده، مطالبين بالاعتراف بقريتهم.

## الخدمات والبنى التحتية
لا تتوفر بقرية البقار الخدمات التعليمية والصحية، لذلك يضطر سكان القرية إلى السفر لمسافات طويلة للحصول عليها. يتم تدريس أطفال القرية وطلاب المدراس الابتدائية بمدرسة “عين عبدات”  بقرية “عبدة” التي تبعد عن القرية حاولي 5 كيلومتر . يتم نقل طلاب المدرسة الثانوية يوميًا للبلدة البدوية شقيب السلام (على بعد 60كم)، أو لقرية بير هداج (30كم) . لتلقي العلاج الطبي  سكان القرية يسافرون لمدينة يروحام (مسافة 25 كم)، أو لمتسبيه رامون (30 كيلومترا) أو ولبلدية شقيب السلام (بعد 60كم).
لسكان القرية يوجد نقطة مياه واحدة على الشارع الرئيسي ببعد 2.5 كم من بيوت القرية. قام سكان القرية بتثبيت أنابيب خاصة بهم لربط منازلهم بالمياه الجارية، وهم بأنفسهم يهتمون بصيانة الأنابيب. القرية غير متصلة بشبكه الكهرباء الوطنية وسكان القرية يقمون بتوليد الكهرباء باستخدام الألواح الشمسية، ومولدات الكهرباء.

## التهديدات
في السنوات الأخيرة، يناقش بمختلف لجان التخطيط إمكانية إقامة مستوطنة جديدة بمنطقة قرية البقار، ونقل إليها جميع سكان القرى غير المعترف بها في المنطقة. هذه المناقشات مستمرة من سنة 2006 عندما تم تقديم الخطة لإقامة المستوطنة إلى اللجنة اللوائية.، ومع ذلك، لم يصدر بعد قرار بشأن هذه المسألة. أيضا، سكان القرى الاخرى غير المعترف بها الموجدة بالمنطقة لا يريدون الانتقال من منازلهم. .
لأن البقار قرية غير معترف بها،  يعاني أهل القرية من هدم بيوتهم وحقولهم